# Barbara Krug
Barbara Krug (Leipzig, Alemania, 6 de mayo de 1956) es una atleta alemana retirada, especializada en la prueba de 4x400 m en la que, compitiendo con la República Democrática Alemana, llegó a ser campeona olímpica en 1980.

## Carrera deportiva
En los JJ. OO. de Moscú 1980 ganó la medalla de plata en los relevos 4x400 metros, con un tiempo de 3:2075 segundos, llegando a meta tras la Unión Soviética y por delante de Reino Unido, siendo sus compañeras de equipo: Gabriele Löwe, Christina Lathan y Marita Koch.